# Сироватський (хутір)
Сироватський (рос. Сыроватский) — хутір у Алексєєвському районі Бєлгородської області Російської Федерації.
Населення становить 15  осіб. Входить до складу муніципального утворення Алексєєвський міський округ.

## Історія
Населений пункт розташований у східній частині української суцільної етнічної території — східній Слобожанщині.
Згідно із законом від 20 грудня 2004 року № 159 від 1 січня 2006 року до 18 квітня 2018 року органом місцевого самоврядування було Хрещатовське сільське поселення.

## Населення
| 2002 | 2010 |
| ---- | ---- |
| 36   | ↘15  |